# تحول اقتصادي

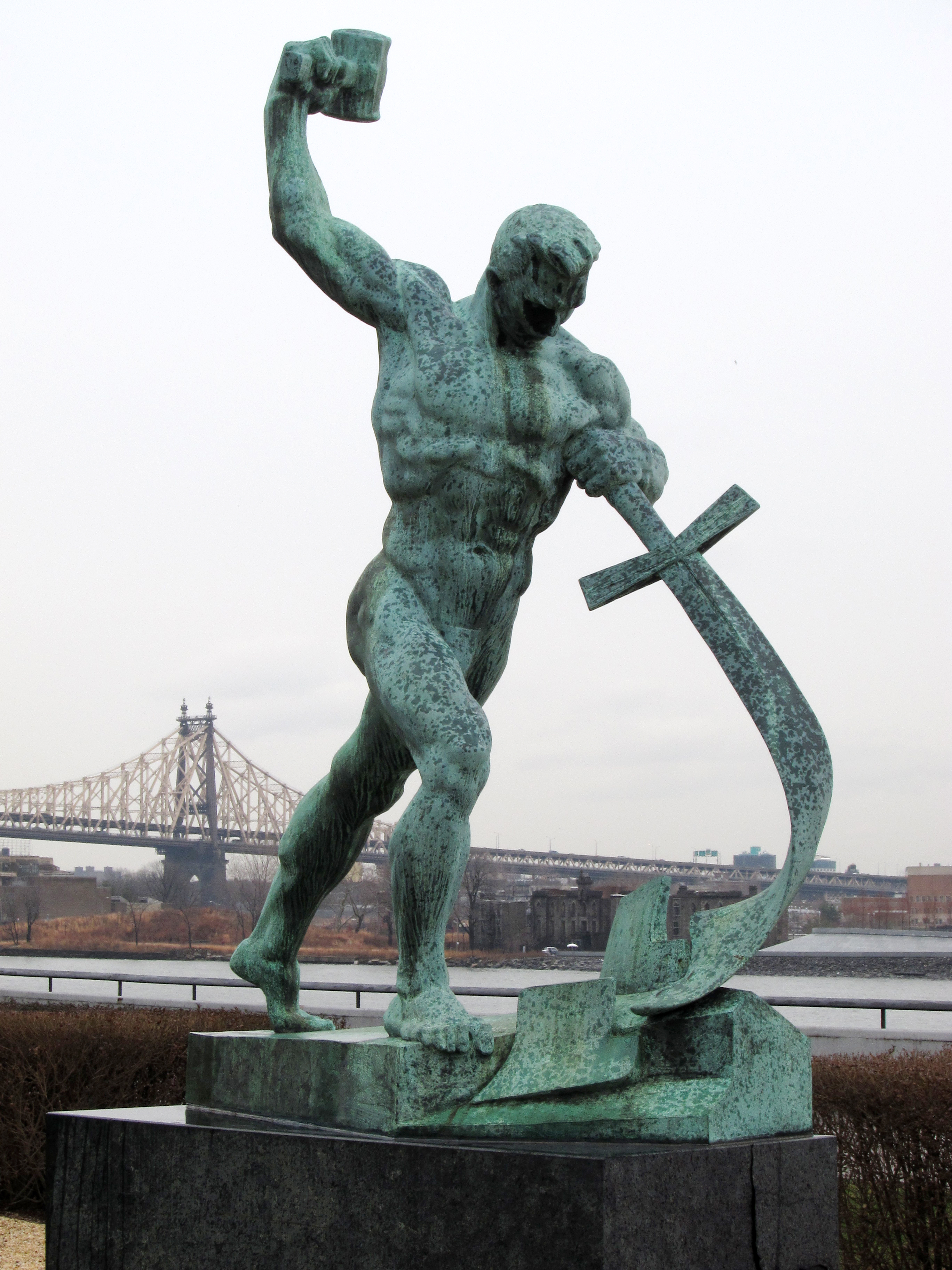

التحول الاقتصادي أو التحول الدفاعي أو تحويل الأسلحة, هو عملية تقنية واقتصادية وسياسية للانتقال من الأسواق العسكرية إلى الأسواق المدنية. ويتم التحول الاقتصادي على عدة مستويات ويمكن تطبيقه على مختلف المنظمات. ومن حيث المستويات (تعادل تقريبًا المستويات الجغرافية), يمكن أن يحدث التحول على مستوى المشاريع العلمية الحديثة والأقسام داخل الشركات متعددة الأقسام والشركات والاقتصاديات الوطنية. ومن حيث الأغراض، يمكن للتحول أن يُنظم العمال (بمعنى إعادة تدريبهم) والشركات (من حيث العمال ورأس المال والمرافق والعقارات) والأراضي (من حيث الملكية العقارية). وهناك تداخل واضح بين بعض من هذه المستويات والمقاييس. وتشمل المنظمات التي يمكن تحويلها شركات الدفاع والقواعد العسكرية ومعامل الدفاع.
ينبغي التمييز بين التحول والتنوع الاقتصادي على الرغم من تداخل العمليتين. كما ينطوي التحول على الوصول إلى الحد الأقصى من إعادة استخدام الموارد الملتزم بها عسكريًا، مع التركيز على إعادة استخدام الموظفين الحاليين. وللعلم، فإن الموظفين الرئيسيين داخل المؤسسات الدفاعية هم المهندسون وعمال المصانع والمديرون ذوو المهارات في إدارة الابتكارات. وهناك نقطة أخرى يجب التركيز عليها عند التحول وخاصة في مجال تطوير المنتجات الجديدة. من الممكن أن ينطوي التنوع على استغلال مالي، على سبيل المثال: عند شراء شركات جديدة تبقى الالتزامات القائمة على عاتق الإنتاج كما هي. لكن في بعض الأحيان يتطلب التحول الاقتصادي شراء شركة أخرى كي تقوم بتوريد «الإمكانات التكميلية». وبصفة عامة، من الممكن دعم التحول بكافة العوامل التي تساعد مؤسسات الدفاع على تخطي التخصص.
من بين الفترات الرئيسية المرتبطة بالتحولات الاقتصادية، كان هناك تحول ما بعد الحرب العالمية الثانية وهناك تجارب عديدة في التنوع (مع تحويل مهارات مهندسي الدفاع) في فترة ما بعد حرب فيتنام في السبعينيات وجهود مماثلة بعد الحرب الباردة. وفي هذا الصدد، نشأ نزاع بين العسكريين ونقاد الشركات من ناحية وأنصار العمل والسلام في فترات بدء هذا التحول، ولكن دائمًا ما كان الفوز حليفًا للعسكريين. وفي العصر الحديث، كانت الشخصية الرئيسية لدعم فكرة التحول الاقتصادي هي سيمور ميلمان (1917–2004), وهو أستاذ في جامعة كولومبيا في الولايات المتحدة. ومؤخرًا دعم هذه الفكرة الكثيرون من العلماء والنشطاء خاصة خلال الثمانينيات والتسعينيات في أوروبا، والولايات المتحدة وإسرائيل وجنوب أفريقيا. وبعد انتهاء الحرب الباردة، كان هناك اهتمام كبير بآفاق التحول الاقتصادي.
فيما يتعلق بالاختلافات في السبعينيات من القرن العشرين وفترة ما بعد الحرب، لاحظ سيمور ميلمان أن: «مشكلة التحول من العمل العسكري للعمل المدني تختلف الآن بشكل كبير عن المشكلة التي كانت موجودة بعد الحرب العالمية الثانية. ففي ذلك الوقت، كانت القضية إعادة التحول؛ حيث عادت الشركات لعملها السابق قبل الحرب. فقد تمكنت الشركات من الاستفادة من مجموعات المخططات والأدوات القديمة وعادت للعمل في المنتجات القديمة. وفي الوقت الحالي، يتركز الجزء الأكبر من الإنتاج الحربي في الصناعات أو الشركات أو المصانع المتخصصة بهذا العمل، وفي كثير من الأحيان لا يكون لها أي تاريخ مسبق في العمل المدني» (اقتصاد وزارة الدفاع، 1970: 7).
أظهرت الدراسات التجريبية التي أجراها سيمور ميلمان وجون أولمان ولويد ج. دوماس وكاثرين هيل وجريج بيسكاك وآن ماركوسين ومايكل أودن وجوناثان مايكل فيلدمان، وغيرهم الجدوى الفنية والاقتصادية من التحول الاقتصادي. وبعد هجمات 11 سبتمبر 2001 وتركز السلطة السياسية الموجهة نحو المصالح التي تخدم الجيش، كانت العقبات التي تحول دون إجراء التحويل هائلة. وتشير الحواجز السياسية واسعة النطاق إلى أن دعم التحول يتطلب أشكالا مختلفة من التحول المؤسسي وتعبئة الحراك الاجتماعي. ولتحقيق النجاح، يجب أن يكون التحول جزءًا من برنامج سياسي أكبر يتضمن تخفيض الميزانية وإعادة التصنيع، وتجديد البنية التحتية. على سبيل المثال إذا كان يجب على شركة دفاع معينة التحول، فإنه يمكن استبدال إنتاجها بسهولة بإنتاج شركة أخرى. وضع ماركوس راسكين الذي يعمل في معهد الدراسات السياسية في واشنطن العاصمة مشروع معاهدة نزع السلاح الشامل.
وفي الفترة المعاصرة، من أواخر التسعينيات في القرن العشرين إلى عام 2010، أعاقت الصراعات الإقليمية وكذلك ما يسمى «الحرب على الإرهاب» إتمام عملية التحول والدمج في صناعات وزارة الدفاع من خلال عمليات الدمج والاستحواذ وشبكات الإنتاج الإقليمية. وقد حدت هذه العراقيل من حوافز التحول إلى الأسواق المدنية لمختلف الشركات، باستثناء تلك الشركات التي تقع أعمالها في نطاق اقتناء قوات دفاعية. مع ذلك، فإن النقاش المحتمل بشأن الأنظمة العسكرية الضخمة مثل برامج القتال المحددة أو ترايدنت (في المملكة المتحدة) فضلا عن وجود مناخ عام من التقشف المالي قد يؤدي إلى الضغط على بعض الشركات العسكرية أو يشجعها على التوجه للمدنيين. كما تحد اتفاقيات الحد من الأسلحة الخاصة بالأسلحة النووية الطلب المتوقع لبعض الموردين العسكريين. في النهاية، يجب تشجيع توسع الأسواق المدنية لشركات وزارة الدفاع عن طريق إنشاء الطلب على الأسواق الصناعية المدنية مثل النقل الجماعي والطاقة البديلة والبنية التحتية المستدامة والمدنية.

## وصلات خارجية
- Site dedicated to Seymour Melman
- Site by researchers who worked with Seymour Melman and addressing various conversion, disarmament and reindustrialization issues نسخة محفوظة 28 أغسطس 2007 على موقع واي باك مشين.
- German site for economic conversion: BICC